# Oberasbach
Oberasbach település Németországban, azon belül Bajorországban. Lakosainak száma 17 807 fő (2023. december 31.). Oberasbach Fürth, Nürnberg, Stein és Zirndorf községekkel határos.

## Népesség
A település népessége az elmúlt években az alábbi módon változott:
| Lakosok száma | 597  | 4751 | 13 427 | 14 833 | 17 141 | 17 465 | 17 553 | 17 562 | 17 749 | 17 807 |
|               | 1875 | 1950 | 1975   | 1987   | 2012   | 2014   | 2016   | 2017   | 2021   | 2023   |